# Reteporella abnormis
Reteporella abnormis är en mossdjursart som först beskrevs av Lu Nie och Zhong in Lu 1991.  Reteporella abnormis ingår i släktet Reteporella och familjen Phidoloporidae. Inga underarter finns listade i Catalogue of Life.